# メリクロン
メリクロンとは、メリステム（meristem、主として茎頂 (shoot apex) のメリステム）とクローン (clone) をつなぎ合わせて作られた言葉。すなわち、茎頂培養のことを言う（メリステムのことを和訳して分裂組織という）。
植物体の頂端分裂組織近辺にある細胞は一般的にウイルスフリーであるため、理論上、この細胞を培養することでウイルスフリーの植物体を作ることができる。しかし、実際には一度の培養ではウイルスフリー株を作ることは難しいため、数段階の培養を経てウイルスフリー化している。
また、ランなど繁殖が難しい植物では、繁殖方法の1つとして用いられている方法でもある。